# Arvid Lindblad
Arvid Anand Olof Lindblad (* 8. August 2007 in London) ist ein britisch-schwedischer Automobilrennfahrer. Aktuell fährt er für Campos Racing in der FIA-Formel-2-Meisterschaft.

## Karriere

### Kartsport (2015–2022)
Lindblad begann seine professionelle Motorsportkarriere 2015 im Kartsport. 2020 gewann er die WSK Super Master Series in der OKJ-Klasse. 2021 wurde er in das Juniorteam von Red Bull Racing aufgenommen und gewann die WSK Euro Series und den WSK Final Cup. 2022 verunfallte er beim Qualifying zum Champions of the Future Winter Series-Rennen und brach sich den Daumen.

### Formel 4 (2022–2023)
2022 gab Lindblad sein Debüt im Formelsport. Er fuhr ab dem fünften Rennen für Van Amersfoort Racing in der Italienischen Formel-4-Meisterschaft. Im Jahr darauf wechselte er zu Prema Racing und beendete die Saison auf dem dritten Gesamtrang. Im selben Jahr wurde er fünfter in der Formel-4-Meisterschaft der Vereinigten Arabischen Emirate und erzielte den vierten Gesamtrang in der Euro 4 Championship.

### Formel 3 (2024)
2024 wechselte Lindblad zu Prema Racing in die FIA-Formel-3-Meisterschaft. Er musste sich Teamkollegen Gabriele Minì geschlagen geben, schlug jedoch Dino Beganovich. Zudem erzielte er mit vier Siegen die meisten der Fahrer in der Saison 2024.

### Formel 2 (2025)
2025 fährt Lindblad für Campos Racing neben Pepe Martí in der FIA-Formel-2-Meisterschaft. Mit 17 Jahren und 243 Tagen wurde er zum jüngsten Sieger eines Formel-2-Grand-Prix beim Sprintrennen in Jeddah.